# Human Relations Area Files
A Human Relations Area Files, Inc. (HRAF), localizada em New Haven, Connecticut, é uma organização internacional sem fins lucrativos com mais de 500 instituições-membro nos Estados Unidos e em mais de 20 outros países. Uma agência de pesquisa financeiramente autônoma com sede na Universidade de Yale desde 1949, sua missão é promover a compreensão da diversidade cultural e da semelhança no passado e no presente. Para cumprir essa missão, a Human Relations Area Files produz recursos acadêmicos e infraestrutura para pesquisa, ensino e aprendizagem, e apóia e conduz pesquisas originais sobre variação intercultural.

## História
Em 26 de fevereiro de 1949, delegados da Universidade de Harvard, da Universidade da Pensilvânia, da Universidade de Oklahoma, da Universidade de Washington e da Universidade de Yale se reuniram em New Haven, Connecticut, para prometer sua filiação em um novo consórcio de pesquisa sem fins lucrativos baseado em Yale . O plano era "desenvolver e distribuir arquivos de informações organizadas relacionadas às sociedades e culturas humanas". O nome da nova corporação interuniversitária era Human Relations Area Files, Inc. (HRAF). É um catálogo cada vez maior de dados etnográficos com indexação cruzada, classificados e arquivados por localização geográfica e características culturais.
O nome veio do Instituto de Relações Humanas, um programa interdisciplinar de Yale na época. O Instituto de Relações Humanas patrocinou o precursor do HRAF, o Cross-Cultural Survey (ver George Peter Murdock), como parte de um esforço para desenvolver uma ciência integrada do comportamento e cultura humanos. Em 7 de maio de 1949, o consórcio HRAF foi formalmente estabelecido com três universidades adicionais - a University of Chicago, a University of North Carolina e a University of Southern California. Em 2018, havia 21 membros patrocinadores e centenas de membros associados. A Coleção HRAF de Etnografia (o precursor pré-eletrônico do eHRAF World Cultures) foi originalmente distribuída como arquivos de papel. Do início dos anos 1960 até 1994, a maioria dos membros recebia suas prestações anuais em microfilme. Desde 1994, as parcelas anuais são em formato eletrônico, primeiro em CD-ROM e depois online.

## Usos das coleções eHRAF
As Coleções eHRAF podem ser usadas para ensino e pesquisa sobre qualquer aspecto da vida cultural e social. As coleções são organizadas principalmente por região geográfica principal e, em seguida, por cultura ou tradição arqueológica, para que os pesquisadores possam acessar informações sobre culturas específicas, regiões específicas do mundo ou fazer uma comparação intercultural regional ou mundial.  